# Lípy v Libouni
Lípy v Libouni jsou letité památné stromy rostoucí ve vesnici Libouň. Spolu se starobylou románskou rotundou, u níž rostou, vytvářejí působivou scenérii. Botanicky se jedná o dvě různé lípy – malolistou a velkolistou.

## Základní údaje
- Název: lípy v Libouni, Libouňské lípy
- Druh: lípa velkolistá (Tilia platyphyllos), lípa malolistá (Tilia cordata)
- Výška: 15 m[1]
- Obvod: 420 a 480 cm[1]
- Věk: 150–350 let,[1] 250–300 let,[2] >297 let (podle sochy, aktuálně)
- Sanace: 1995
- Souřadnice: 49°38'3.404"N, 14°49'11.996"E

Stromy rostou naprosti statkům č. 11 a 13 na svahu u místní rotundy svatého Václava, poblíž stromů je umístěna socha Jana Nepomuckého z roku 1728.

## Stav stromu a údržba
Na stav stromů má vliv jejich umístění na okraji svahu. Kmeny jsou podélně prasklé a stálým pnutím otevřené. Roku 1995 provedl Český svaz ochránců přírody Vlašim odlehčovací řez obou stromů.

## Historie a pověsti
Předpokládá se, že lípy byly vysazeny zároveň s umístěním sochy kolem roku 1728.

## Další zajímavosti
Stromům byl věnován záběr v televizním pořadu Paměť stromů, konkrétně v dílu č. 1: Stromy se na nás dívají.

## Galerie

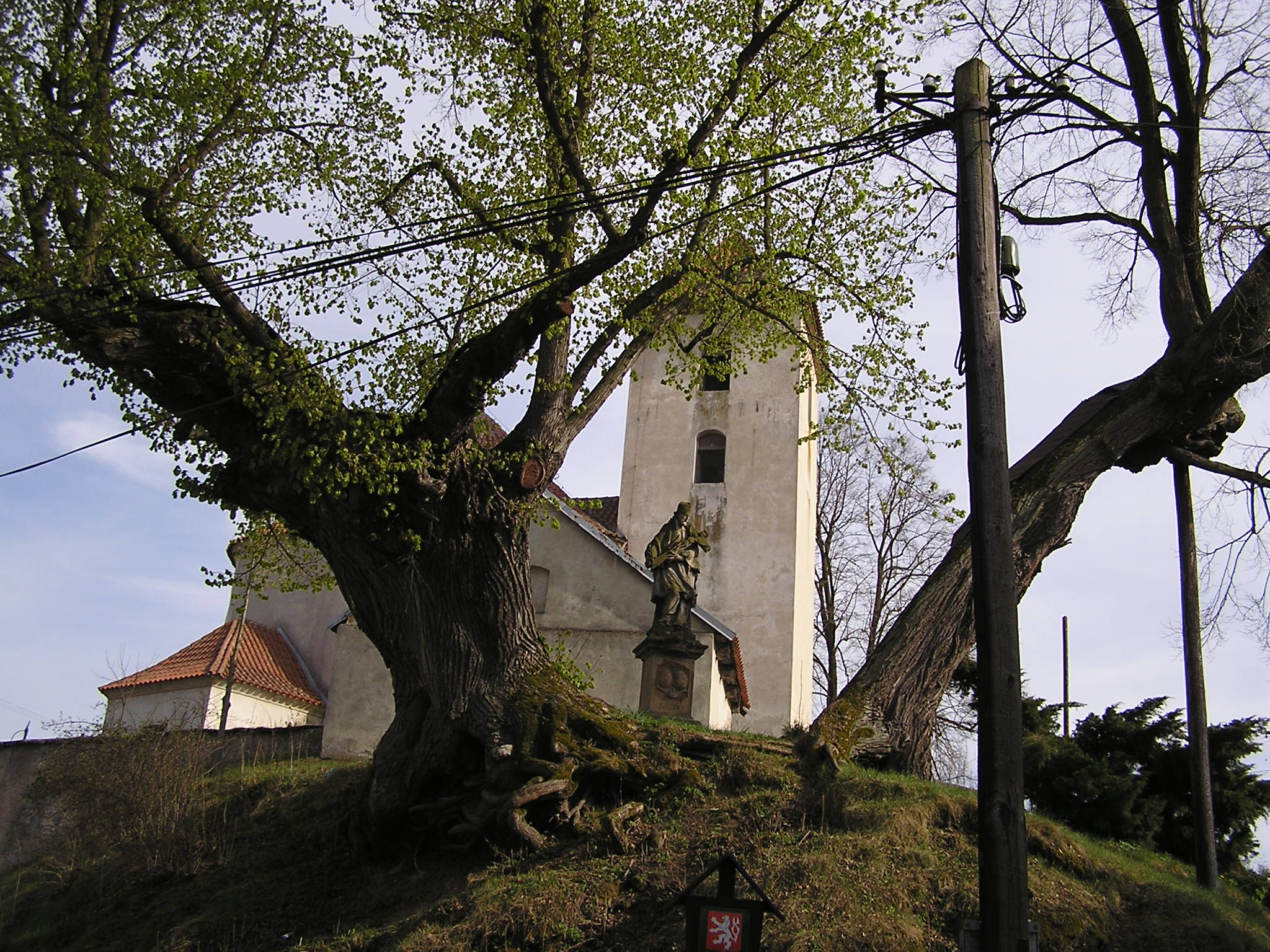
Lípy Libouň, duben 2007
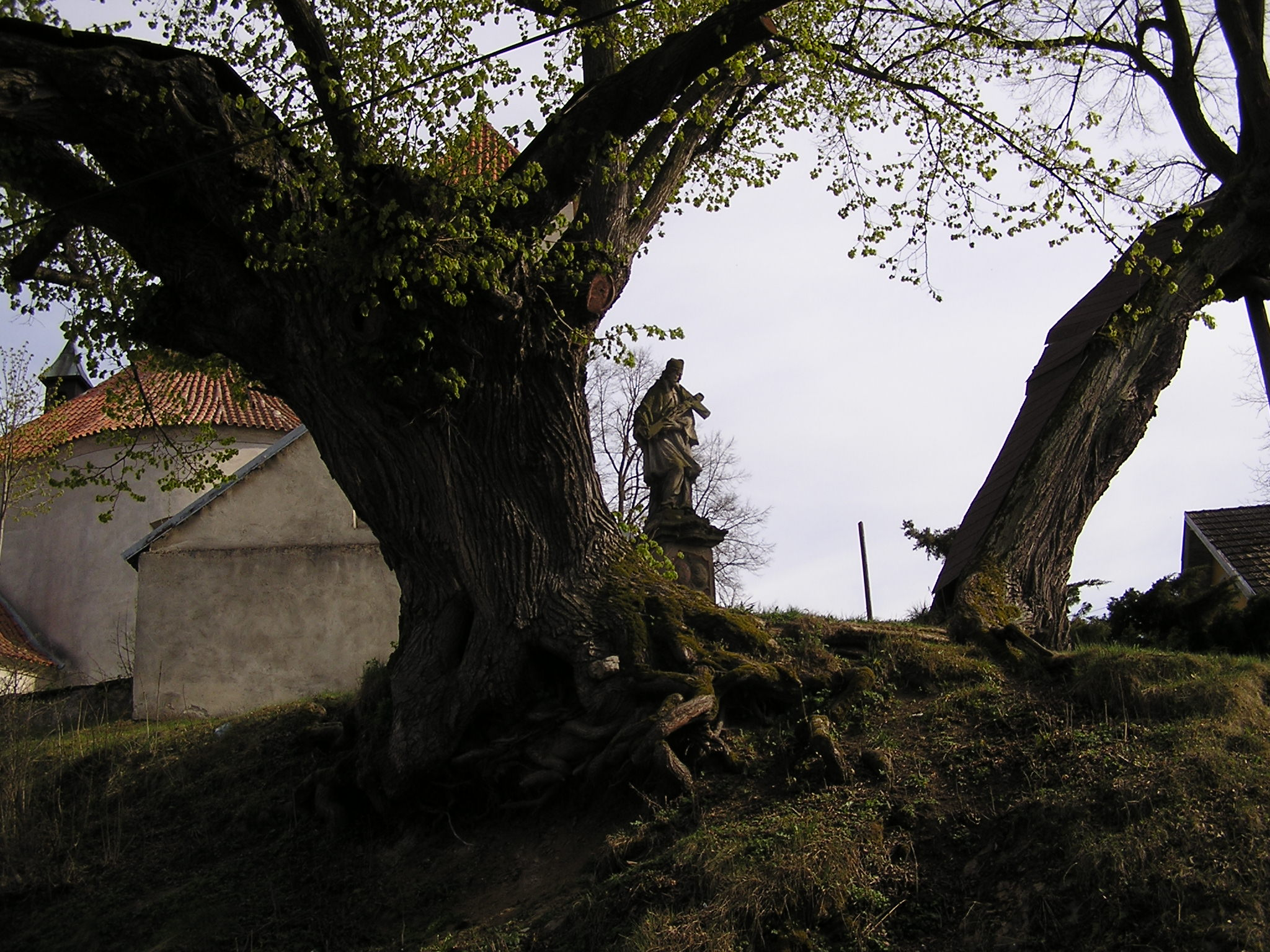
Lípy Libouň, duben 2007
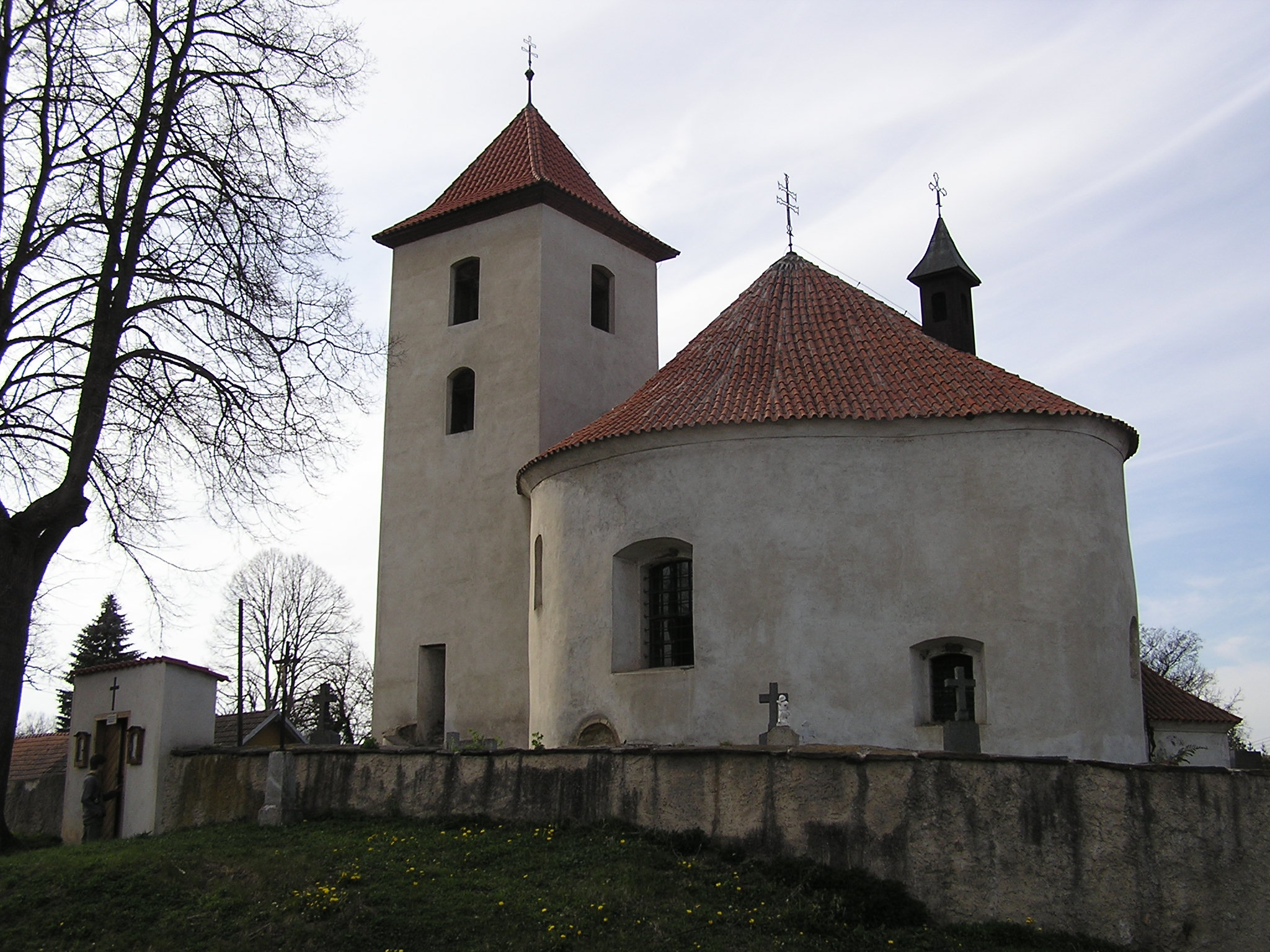
Rotunda sv. Václava u lip
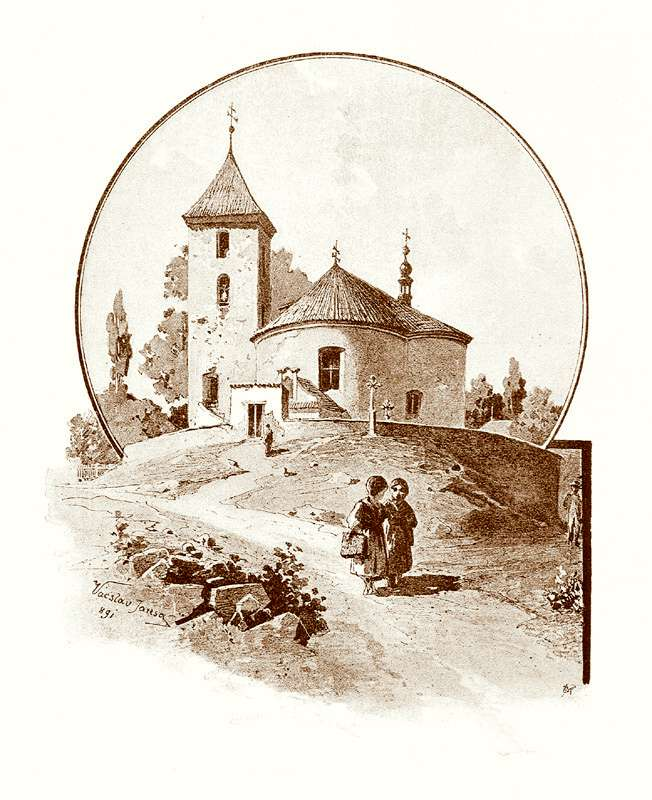
Kresba V. Jansa, 1891, lípy v pozadí kostela